# Ptoseulia
Ptoseulia là một chi bướm đêm thuộc phân họ Tortricinae của họ Tortricidae.

## Các loài
- Ptoseulia oxyropa Razowski, 1990
- Ptoseulia ozonia Razowski, 1990